# Statue du Colleone
La statue du Colleone est une statue équestre en bronze représentant le condottiere Bartolomeo Colleoni. Elle se dresse sur le campo dei Santi Giovanni e Paolo à Venise, face à la basilique de San Zanipolo. Elle est l’œuvre du sculpteur florentin Andrea Del Verrochio qui y travailla de 1483 à 1488, et d'Alessandro Leopardi, qui l'a fondue après son décès.

## Histoire de l'œuvre
Bartolomeo Colleoni est un  célèbre condottiere italien  du XVe siècle. À partir de 1454, il servit la république de Venise avec le titre de général en chef (capitano generale). Il mourut en 1475 en laissant un testament dans lequel il léguait une partie de sa fortune, évaluée à 231.983 ducats, à Venise. Un codicille avait été ajouté au testament. Bartolomeo Colleoni y demandait qu’on érigeât sur la place Saint-Marc une statue le représentant sur un cheval de bronze (super equo brondeo) afin de perpétuer sa mémoire (ad memoriam perpetuara). Il avait compris que la statue équestre de Gattamelata réalisée par Donatello à Padoue avait assuré la gloire du condottiere dans toute l'Italie, mais il n'ignorait pas non plus comment la Sérénissime avait réussi à s'en approprier le mérite. Il laissait 100 000 ducats à la République destinés spécifiquement à sa réalisation.

### Choix du lieu
Le 30 juillet 1479, le Sénat vénitien accepta d’édifier un monument équestre célébrant la mémoire de  Bartolomeo Colleoni. Il refusa toutefois de l‘ériger place saint-Marc, qui était, avec la basilique Saint-Marc, au cœur de la vie de la cité, d'autant plus, comme l'a souligné Giles Knox, que les chevaux de Saint-Marc, sans cavaliers ni mors, étaient devenus les symboles de la liberté de Venise. La place était aussi le lieu où se déroulaient les cérémonies collectives de la Sérénissime et la gloire d'un capitaine aussi puissant qu'il ait été, ne pouvait s'y afficher sans faire de l'ombre à celle de la République. Le Sénat décida donc d'interpréter les conditions posées par Colleoni dans ses dernières volontés sans les contredire, en choisissant d'ériger en 1479 sa statue, non pas place Saint-Marc (Piazza San Marco), mais dans un quartier plus éloigné du centre de la ville devant la Scuola San Marco, sur le campo dei Santi Giovanni e Paolo.
En 2007, après trois ans de rénovation, la statue a été remise à cette place.

### Deux sculpteurs
La statue est l'œuvre d'Andrea Del Verrochio qui arriva à Venise au printemps 1483. Vasari écrit qu'il s'agissait là d'une commande : « Ils avaient entendu parler d'Andrea, le firent venir à Venise et le chargèrent d'exécuter en bronze la statue du capitaine. » Cependant, une autre source, le père dominicain Felix Fabri, s’arrêtant à Venise avant son pèlerinage en terre sainte, écrit dans son récit de voyage qu'une compétition fut organisée entre trois sculpteurs. Il décrit les trois modèles en lice : le premier en bois recouvert de cuir noir (corio nigro)  le deuxième en terre cuite (ex luto et in fornace decoxit) et  le troisième en cire (ex cera) à taille réelle du cheval. Il affirme que c'est le modèle en cire qui l'emporta. Verrochio est alors un peintre et un sculpteur très renommé qui, à partir de 1470, se consacre à la sculpture, en particulier celle en bronze où il excelle.
Verrochio meurt en 1488, sans avoir mené à bien le dernier stade de son travail, celui de la fonte de la statue. Les figures du cavalier et du cheval sont déjà moulées dans l'argile, mais la fonte du métal reste à faire ainsi que le piédestal. C'est finalement le sculpteur vénitien Alessandro Leopardi qui en est chargé, bien que Verrochio, dans son testament du 20 juin 1488, ait recommandé pour cette tâche son élève Lorenzo di Credi. Leopardi dessine aussi le piédestal en pierre d'Istrie, orné de six colonnes corinthiennes qui rappelle la statue équestre de l'empereur Domitien de Rome. Il réalise aussi les détails de l'armure et du harnachement et n'hésite pas à signer l'œuvre sur la bride du cheval.
La statue fut dévoilée aux vénitiens le 21 mars 1496.

## Description
Verrocchio a repris la formule employée par Donatello pour son Gattamelata : le cheval va l'amble, les deux jambes se déplaçant du même côté. La statue dégage une impression de puissance et de tension. La musculature du cheval est traitée de façon particulièrement réaliste et Bartolomeo Colleone, comme l’écrivait Germain Bazin, est représenté « tendu, rassemblant ses rênes, afin de lancer sa monture dans le combat ». Cette tension est renforcée par l’opposition entre le mouvement de la tête et celui des épaules.
Le condottiere est vêtu comme un capitaine de son époque. Son visage est dur et volontaire, le regard intense. Du haut de son piédestal, il s'apprête à foudroyer ses ennemis dans un assaut décisif. Il apparait sous les traits d'un meneur d'hommes, puissant et déterminé.
La sculpture déborde de son piédestal. Selon André Suarès cité dans La majesté des centaures : « Colleone à cheval marche dans les airs, il ne tombera pas. Il ne peut choir. Il mène sa terre avec lui. Son socle le suit[…] Il a toute la force et tout le calme. Marc-Aurèle, à Rome, est trop paisible. Il ne parle pas et ne commande pas. Colleone est l’ordre de la force, à cheval. La force est juste, l’homme est accompli. Il va un amble magnifique. Sa forte bête, à la tête fine, est un cheval de bataille ; il ne court pas, mais ni lent ni hâtif, ce pas nerveux ignore la fatigue. Le condottiere fait corps avec le glorieux animal : c’est le héros en armes. »

## Analyse
La statue du Colleone est marqué par l'influence de la statue équestre de Marc-Aurèle : l'antérieur du cheval est levé, le postérieur diagonal en mouvement mais toujours posé au sol. Il s'agit d'un « piaffer allant, une allure nerveuse dont la majesté surprend ». Selon Nicolas Chaudun, la statue du Colleone marque, comme d'autres statues de condottiere de la Renaissance italienne, l'apogée de ce canon.
Elle fait aussi référence à la statue équestre du monument funéraire de Paolo Savelli qui est érigé dans l'église des Frari. Elle s'oppose toutefois à celle du Gattamelata par l'animation qui s'est emparée du cheval et de son cavalier. La tête tournée de l'animal, à l'anatomie puissante, sa jambe levée, celles du cavalier tendues alors qu'il est dressé sur ses étriers, regardant ses ennemis dans un violent contapposto, confèrent une vigueur tout à fait nouvelle au groupe équestre.

## Postérité
Cette statue a servi de modèle à de nombreuses autres. À Paris notamment, à la fin du XIXe siècle, les statues équestres célèbrent davantage des héros historiques
canonisés voire mythiques, comme Charlemagne, devant Notre-Dame, ou Saint-Louis, devant le Sacré-Cœur. « L'heure est au nationalisme revanchard et c'est le modèle martial et fougueux du Colleone de Verrochio qui inspire ces effigies ».

## Images

Colleone
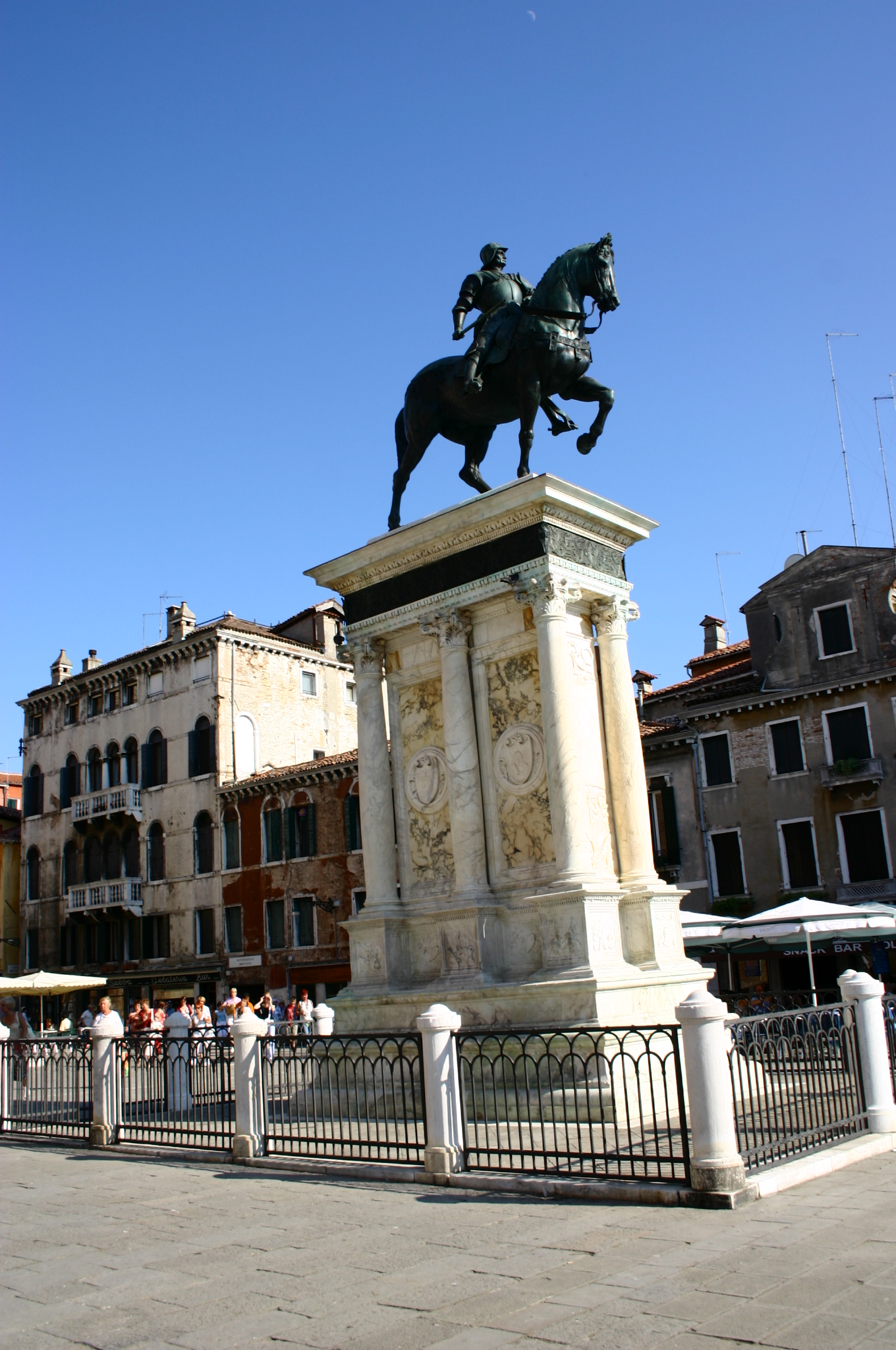
Vue d'ensemble, avec le piédestal
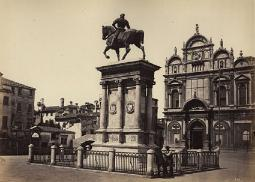
Photo prise au XIXe siècle, par Carlo Ponti (1823-1893)
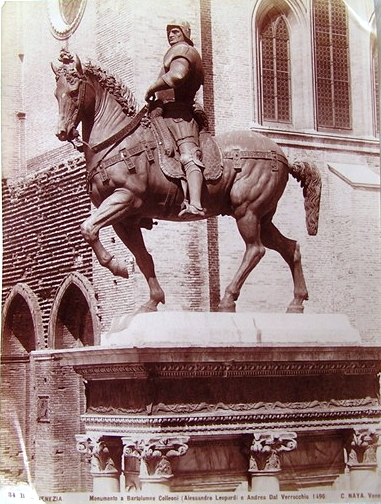
Photo prise au XIXe siècle, par Carlo Naya(1816-1882)
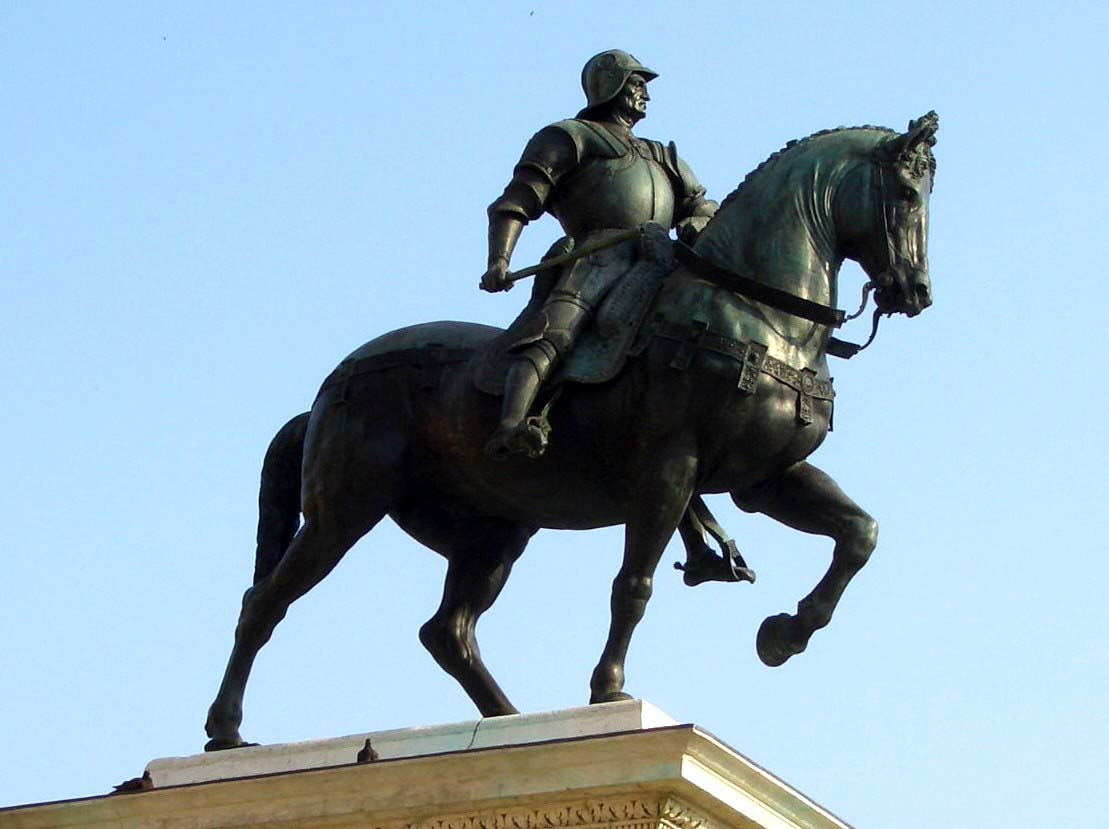
Vue du Colleone
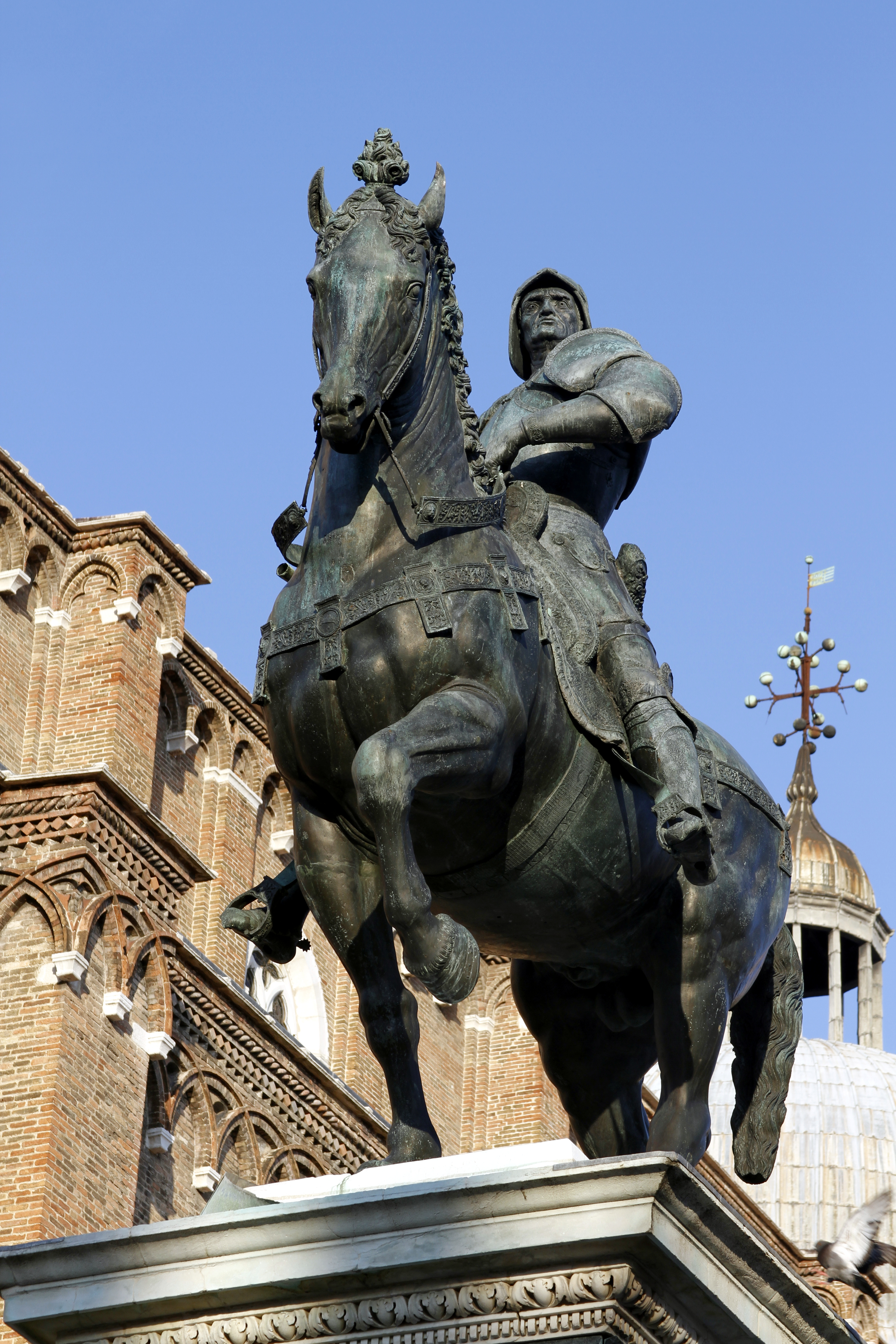
Vue du Colleone